# Ilgar Mamedov
Ilgar Yashar-ogly Mamedov (en russe : Ильгар Яшар-оглы Мамедов est un fleurettiste soviétique né le 15 novembre 1965 à Bakou. Il est président de la Fédération russe d'escrime.

## Carrière
Ilgar Mamedov participe à l'épreuve de fleuret par équipe lors des Jeux olympiques d'été de 1988 à Séoul et remporte avec ses partenaires soviétiques Vladimer Aptsiauri, Anvar Ibraguimov, Boris Koretsky et Aleksandr Romankov la médaille d'or. Il se classe dixième de l'épreuve individuelle de fleuret. Huit ans plus tard, il remporte une seconde médaille d'or aux Jeux olympiques d'été de 1996 à Atlanta en compagnie de Dmitriy Shevchenko et de Vladislav Pavlovich. En individuel, il termine 35e.
Il est président de la Fédération russe d'escrime depuis 2021. Le 25 janvier 2025, il a été réélu président de la Fédération russe d'escrime.